# Johann Rudolf von Buol-Schauenstein

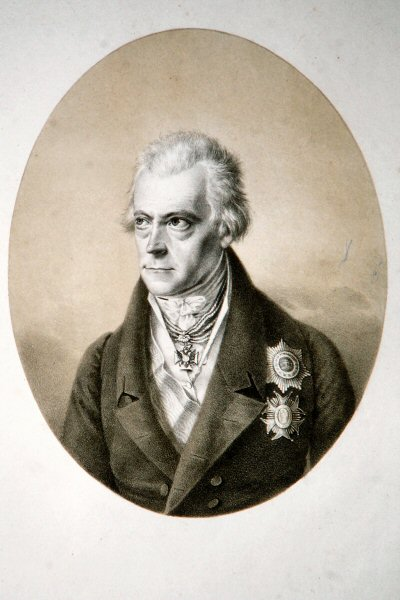
Johann Rudolf von Buol-Schauenstein

Johann Rudolf von Buol-Schauenstein, född 1763 och död 1834, var en österrikisk greve och diplomat.
Buol-Schauenstein var från 1790 minister i Haag, och senare i Basel, Dresden, Karlsruhe och Stuttgart. 1815-1823 var han president i förbundsdagen i Frankfurt am Main, och fullföljde härvid en politik i Klemens von Metternichs anda, blev senare medlem av ministären och president för hovkommissionen i Wien.